# Bojan Glavašević
Bojan Glavašević (Vukovar, 26. srpnja 1984.), hrvatski političar, jezikoslovac i sociolog, te saborski zastupnik u 9. sazivu i 10. sazivu Hrvatskoga sabora. Sin je poznatog ratnog izvjestitelja iz Vukovara i heroja Domovinskog rata Siniše Glavaševića. 

## Raniji život
Živio je u Vukovaru do 1991. godine, odnosno početka bitke za Vukovar u Domovinskom ratu. Zbog ratnih okolnosti u Zagrebu živi od 1991. godine, gdje je došao s majkom Majdom i bakom Cecilijom.  Njegov otac, koji je tijekom Domovinskog rata izvještavao o stradanjima koja su se događala u cijeloj Hrvatskoj, a posebice u Vukovaru, ubijen je od strane srpskih paravojnih snaga.
Zbog ratnih stradanja završava Osnovnu školu "Izidor Kršnjavi" u Zagrebu. Upisuje se u Privatnu klasičnu gimnaziju u Zagrebu, nakon čega nastavlja svoje akademsko obrazovanje na Filozofskom fakultetu. Tijekom osnovnoškolskih i srednjoškolskih dana bavio se prevođenjem književnih tekstova s klasičnih jezika i judom. Tijekom studija bio je aktivan u nekoliko udruga, a nakon diplomiranja zapošljava se na Odsjeku za lingvistiku Filozofskog fakulteta u Zagrebu.
Nakon što je diplomirao, od lipnja 2009. godine zaposlen je kao znanstveni novak na Odsjeku za lingvistiku Filozofskog fakulteta u Zagrebu gdje je svoja znanstvena istraživanja temeljio na sociolingvističkim temama. Na Odsjeku za lingvistiku sudjelovao je u nastavi držeći seminare na trima kolegijima: Etika govorenja, Jezik u javnoj i interpersonalnoj komunikaciji te na Primijenjenoj lingvistici.

## Politička karijera

### Nestranački početci u Ministarstvu branitelja
Nakon što je Kukuriku koalicija pobijedila na parlamentarnim izborima 2011. godine, premijer Zoran Milanović izdvaja resor ratnih veterana u zasebno Ministarstvo branitelja na čije čelo postavlja nestranačkog ministra i ratnog heroja Predraga Matića. Matić ga zatim u siječnju 2012. godine imenuje predstojnikom ureda ministra što mu je prva politička pozicija, a Vlada i ministar u travnju 2012. godine imenuju ga za privremenog direktora Fonda za stipendiranje hrvatskih branitelja iz Domovinskog rata i djece hrvatskih branitelja iz Domovinskog rata, a zatim za pomoćnika ministra Uprave za pravne i stambene poslove Ministarstva branitelja.
S obzirom na svoj angažman u Ministarstvu, ubrzo postaje jedna od bliskih osoba, tadašnjem ministru, Predragu Matiću, te aktivno sudjeluje u kreiranju politika Ministarstva i službenoj objavi Registra branitelja. Jedan je od glavnih autora Zakona o pravima žrtava seksualnog nasilja tijekom oružane agresije na Republiku Hrvatsku u Domovinskom ratu.

### Prosvjedi branitelja
Sudjelujući 2014. godine na konferenciji u Vukovaru, Glavašević je iznio opažanje kako među hrvatskim braniteljima, koji su pobijedili u ratu i imaju brojna prava, postoji niz slučajeva oboljelih od PTSP-a i malignih bolesti, dok kod pripadnika srpskih postrojbi, koje su izgubile rat i nemaju sličnih prava, nema niti pojave PTSP-a. Zbog navedene izjave, započeo je prosvjed hrvatskih branitelja pod nazivom "Sto posto za Hrvatsku" koji je trajao 555 dana sa zahtjevom za njegovom smjenom i smjenom ministra Matića.
Prosvjed je podupirao, tada oporbeni, HDZ koji je koristio sebi sklone udruge za destabilizaciju 12. Vlade Republike Hrvatske. Tijekom prosvjeda, prosvjednici su ga verbalno i fizički napadali te oštetili zgradu Ministarstva što je doseglo vrhunac iznošenjem plinskih boca na ulice. Unatoč napadima, Bojan Glavašević nije ispunio zahtjeve branitelja za njegovom ostavkom. On i njegova uža obitelj bili su pod policijskom zaštitom zbog upućenih im prijetnji sve do završetka prosvjeda.

### Parlamentarni izbori 2015. i 2016. godine
Povodom parlamentarnih izbora 2015. godine, Zoran Milanović postavlja Bojana na izbornu listu koalicije "Hrvatska raste" zbog doprinosa u radu 12. Vlade, a nakon poraza se učlanjuje u Socijaldemokratsku partiju Hrvatske u siječnju 2016. godine. Postavljen na 7. mjesto VI. izborne jedinice, Bojan ne postaje saborskim zastupnikom 8. saziva Hrvatskoga sabora. Međutim, nakon opoziva 13. Vlade i raspuštanja Sabora, Bojan je izabran preferencijalnim glasovima na parlamentarnim izborima 2016. godine na istoj poziciji tadašnje Narodne koalicije. Kao saborski zastupnik postaje potpredsjednikom Odbora za europske poslove Hrvatskoga sabora, članom Odbora za informiranje, informatizaciju i medije, Odbora za obrazovanje, kulturu i znanost, te Odbora za ljudska prava i prava nacionalnih manjina. U svojim nastupima često se bavi pitanjima Europske unije, obrazovanja, ljudskih prava, slobode medija i kulture, te tehnološkim inovacijama.
U kolovozu 2018. godine izlazi iz SDP-a te daje neopozivu ostavku na dužnost člana Predsjedništva SDP Hrvatske zbog neslaganja s ostatkom vodstva. Smatra kako SDP pod vodstvom Davora Bernardića ne može ponuditi odgovor ni na jedno važno pitanje o budućnosti Hrvatske.

### Parlamentarni izbori 2020. godine
Nakon izlaska iz SDP-a, pridružuje se na izbornoj listi političke platforme i stranke "Možemo!", ali kao nezavisni zastupnik. Na izbornoj listi u 6. izbornoj jedinici postavljen je na, posljednju, 14. poziciju. S preko 3000 glasova, uvjerljivo najviše glasova na izbornoj listi, ulazi u 10. saziv hrvatskoga Sabora kao jedini kandidat na izbornoj listi Možemo! u 6. izbornoj jedinici. U Saboru djeluje kao nezavisni zastupnik u Klubu zastupnika zeleno-lijevog bloka. Osim zastupnika u Saboru, obavlja dužnosti potpredsjednika Odbora za europske poslove i član je Odbora za vanjsku politiku.

## Odnos prema ratu i ocu
Zbog iskustva ratnog progonstva i stradanja svoje obitelji, Bojan smatra kako niti jedan rat nema pobjednika te da svaki rat donosi tugu, žalost i smrt. Otac Siniša, koji je ubijen u Vukovaru, dugo se vodio kao nestao, da bi ga obitelj identificirala i pokopala 14 godina nakon njegove smrti. Zbog toga, trudi se da njegova djeca imaju svoje djetinjstvo i da budu lišena one vrste brige i tuge koju je on sam imao u tim godinama. Zbog doprinosa izgradnji tolerantnog društva, nagrađen je mirovnom nagradom “Krunoslav Sukić" 2014. godine.
Dok je u široj javnosti prepoznat po žrtvi njegova oca Siniše, koji je u javnosti doživljavan simbolom i herojem Domovinskog rata, manje, ekstremno desne skupine napadaju ga zbog njegovog političkog opredjeljenja kao socijaldemokrata. Tijekom antićiriličnih prosvjeda 2013. godine, pobunio se protiv uporabe snimaka izvještavanja njegovog oca, odgovarajući kako on i njegova obitelj ipak najbolje poznaje Sinišu, te kako je bio čovjek širokih nazora koji je cijenio multikulturalnost i bogatstvo svih 26 nacionalnih manjina u Vukovaru.
Svojeg je oca posljednji put vidio na svoj prvi dan škole 1991. godine. Siniša se probio iz Vukovara u crvenom golfu dvojci tijekom bitke za Vukovar.

## Privatni život
Oženjen je i ima dvoje djece. Govori engleski, francuski, talijanski i norveški jezik. Ljubitelj je latinskog i starogrčkog jezika te je aktivni korisnik Twittera.

## Nagrade i priznanja
- Mirovna nagrada “Krunoslav Sukić" zbog višegodišnjeg doprinosa u izgradnji tolerantnog i miroljubivog društva u Republici Hrvatskoj (2014.)[14]

## Vanjske poveznice
- Službeni web i blog Bojana Glavaševića  Arhivirana inačica izvorne stranice od 8. ožujka 2022. (Wayback Machine)
- Twitter profil Bojana Glavaševića